# Alfred Wolf (Rabbiner)
Alfred Wolf (geboren 7. Oktober 1915 in Eberbach; gestorben 1. August 2004 in Los Angeles) war Rabbiner in Los Angeles und Vertreter des interreligiösen Dialogs.

## Leben
Alfred Wolf war der Sohn des Textilhändlers und jüdischen Aktivisten Hermann Wolf und der Regina Levy. Er besuchte in Eberbach das Realgymnasium bis zur 11. Klasse. Die Eltern gehörten dem liberalen Judentum an. Wolf trat als Jugendlicher der bündischen Wanderbewegung bei. Nach der Machtübergabe an die Nationalsozialisten 1933 wurde Wolf das Studium an einer Universität verwehrt, stattdessen besuchte er das jüdische Seminar in Berlin bei Julian Morgenstern. Dieser schickte Wolf 1935 mit vier Kommilitonen im Rahmen eines Austauschprogramms an das Hebrew Union College nach Cincinnati.
Wolf blieb in den USA und entging dadurch der zunehmenden Verfolgung deutscher Juden durch die Nationalsozialisten. 1941 nahm er die amerikanische Staatsbürgerschaft an und konnte wenige Tage vor dem Kriegseintritt der USA seine Eltern und seine Großmutter aus dem Konzentrationslager Gurs freikaufen. Noch 1941 wurde er Rabbiner in Dothan in Alabama, wo er sich unter dem Eindruck der Judenverfolgung gegen die damals noch herrschende Rassentrennung einsetzte. 1946 wurde er Leiter der Union of Hebrew Congregations in Los Angeles. Unter seiner Führung entstanden rund ein Dutzend jüdischer Reformgemeinden, die dem liberalen Judentum zugerechnet werden können. 1949 wurde er an der Seite von Edgar Magnin Rabbiner im Whilshire Boulevard Temple in Los Angeles, dem Gotteshaus der drittgrößten jüdischen Gemeinde in den USA. Auch dort setzte er sich für den interreligiösen Dialog ein, den er in den 1950er Jahren weit über die Grenzen seiner jüdischen Gemeinde hinaus trug.
Ab 1950 initiierte er nach dem Vorbild der bündischen Wanderbewegung Zeltlager für junge Juden, aus denen sich das American Jewish Youth Camping Movement entwickelte. Gemeinsam mit Royale Vadakin gründete er 1969 das Interreligious Council of Southern California, wofür beide 1990 die Ehrendoktorwürde der Loyola Marymount University erhielten. Nach dem Tode Edgar Magnins 1984 trat Wolf bald in den beruflichen Ruhestand, blieb der interreligiösen Verständigung aber weiterhin verbunden. 1986 war er Mitbegründer  des Skirball Institute on American Values of the American Jewish Committee und stand diesem bis 1996 vor. Außerdem unterrichtete er an der University of Southern California, am Hebrew Union College, an der Loyola University und am California State College. Er blieb darüber hinaus auch seiner Heimatstadt Eberbach verbunden, die er 1980 nochmals besuchte, und hat mit seinen umfangreichen Erinnerungen zur Dokumentation der Geschichte der Jüdischen Gemeinde in Eberbach beigetragen.

## Schriften
- (Mitverf.): Our Jewish Heritage. New York, 1957
- The Torah ritual in Rabbinic Judaism. University of Southern California, Dissertation, 1961
- Journey of Discovery: A Resource Manual for Catholic-Jewish Dialogue. Valencia, 1989